# Keith Porteous Wood

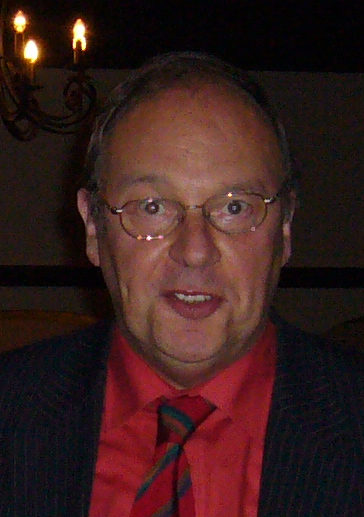
Keith Porteous Wood

Keith Porteous Wood (* 1948) ist ein britischer Bürgerrechtler. Er ist Geschäftsführer der National Secular Society.

## Leben
Keith Porteous Wood war zunächst Generalsekretär und später Geschäftsführer der National Secular Society im Vereinigten Königreich. Er setzt sich für die Trennung von Religion und Staat und gegen die Vormachtstellung von Religionen in der Gesellschaft ein. Für seine Verdienste wurde er 2007 mit dem Distinguished Service to Humanism Award der International Humanist and Ethical Union ausgezeichnet.